# 'Allo 'Allo!
'Allo 'Allo! és una comèdia de situació britànica creada per David Croft emesa a la BBC One entre el 1982 i el 1992, i emesa en català per TV3 a la dècada del 1990. Posteriorment, també va ser reprogramada a 8TV. 'Allo 'Allo! és una paròdia d'un altre programa de la BBC, el drama Secret Army.

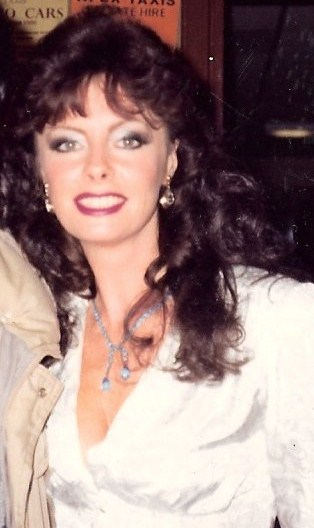
Vicki Michelle, actriu que dona vida a Yvette Carte-Blanche.

La sèrie està ambientada en una cafeteria de Nouvion durant l'ocupació alemanya de França a la Segona Guerra Mundial. Els alemanys han ocupat el poble i han robat tots els objectes de valor, incloent-hi el quadre "La Madonna caiguda" de Van Clomp. El comandant alemany vol apropiar-se'ls quan acabi la guerra, així que obliga el propietari del local, René François Artois a guardar-los-hi. Adolf Hitler també vol el quadre, i envia un agent de la Gestapo Herr Otto Flick, per trobar-lo; ara bé, Flick també el vol. Alhora, el local és un refugi per dos aviadors britànics de la Royal Air Force, que la resistència vol enviar a casa.

## Repartiment
La majoria dels personatges tenen una frase ganxo, truc o parla que esdevé fàcilment reconeixible durant la sèrie.
| Nacionalitat | Personatge                            | Pilot i Temporada 1 (1982 and 1984) | Temporada 2 i Especial de Nadal 1 (1985) | Temporada 3 (1986-1987) | Temporada 4 (1987) | Temporada 5 (1988-1989) | Temporada 6 (1989) | Temporada 7 (1991) | Especial de Nadal 2 i Temporada 8 (1991 and 1992) | Temporada 9 (1992)  | The Best of 'Allo 'Allo! (1994) | The Return of 'Allo 'Allo! (2007) |
| ------------ | ------------------------------------- | ----------------------------------- | ---------------------------------------- | ----------------------- | ------------------ | ----------------------- | ------------------ | ------------------ | ------------------------------------------------- | ------------------- | ------------------------------- | --------------------------------- |
| Francesos    | Rene Artois                           | Gorden Kaye                         | Gorden Kaye                              | Gorden Kaye             | Gorden Kaye        | Gorden Kaye             | Gorden Kaye        | Gorden Kaye        | Gorden Kaye                                       | Gorden Kaye         | Gorden Kaye                     | Gorden Kaye                       |
| Francesos    | Edith Melba Artois                    | Carmen Silvera                      | Carmen Silvera                           | Carmen Silvera          | Carmen Silvera     | Carmen Silvera          | Carmen Silvera     | Carmen Silvera     | Carmen Silvera                                    | Carmen Silvera      | Carmen Silvera                  |                                   |
| Francesos    | Yvette Carte-Blanche                  | Vicki Michelle                      | Vicki Michelle                           | Vicki Michelle          | Vicki Michelle     | Vicki Michelle          | Vicki Michelle     | Vicki Michelle     | Vicki Michelle                                    | Vicki Michelle      |                                 | Vicki Michelle                    |
| Francesos    | Maria Recamier                        | Francesca Gonshaw                   | Francesca Gonshaw                        | Francesca Gonshaw       |                    |                         |                    |                    |                                                   |                     |                                 |                                   |
| Francesos    | Mimi Labonq                           |                                     |                                          |                         | Sue Hodge          | Sue Hodge               | Sue Hodge          | Sue Hodge          | Sue Hodge                                         | Sue Hodge           |                                 | Sue Hodge                         |
| Francesos    | Michelle "de la Resistència " Dubois  | Kirsten Cooke                       | Kirsten Cooke                            | Kirsten Cooke           | Kirsten Cooke      | Kirsten Cooke           | Kirsten Cooke      | Kirsten Cooke      | Kirsten Cooke                                     | Kirsten Cooke       |                                 | Kirsten Cooke                     |
| Francesos    | Monsieur Roger LeClerc                | Jack Haig                           | Jack Haig                                | Jack Haig               | Jack Haig          | Jack Haig               |                    |                    |                                                   |                     |                                 |                                   |
| Francesos    | Monsieur Ernest LeClerc               |                                     |                                          |                         |                    |                         | Derek Royle        | Robin Parkinson    | Robin Parkinson                                   | Robin Parkinson     |                                 | Robin Parkinson                   |
| Francesos    | Monsieur Alfonse                      | Kenneth Connor                      | Kenneth Connor                           | Kenneth Connor          | Kenneth Connor     | Kenneth Connor          | Kenneth Connor     | Kenneth Connor     | Kenneth Connor                                    | Kenneth Connor      |                                 |                                   |
| Francesos    | Madame Fanny La Fan                   | Rose Hill                           | Rose Hill                                | Rose Hill               | Rose Hill          | Rose Hill               | Rose Hill          | Rose Hill          | Rose Hill                                         | Rose Hill           |                                 |                                   |
| Alemanys     | Major-General Erich von Klinkerhoffen | Hilary Minster                      | Hilary Minster                           | Hilary Minster          | Hilary Minster     | Hilary Minster          | Hilary Minster     | Hilary Minster     | Hilary Minster                                    | Hilary Minster      |                                 |                                   |
| Alemanys     | Coronel Kurt von Strohm               | Richard Marner                      | Richard Marner                           | Richard Marner          | Richard Marner     | Richard Marner          | Richard Marner     | Richard Marner     | Richard Marner                                    | Richard Marner      |                                 |                                   |
| Alemanys     | Tinent Hubert Gruber                  | Guy Siner                           | Guy Siner                                | Guy Siner               | Guy Siner          | Guy Siner               | Guy Siner          | Guy Siner          | Guy Siner                                         | Guy Siner           |                                 | Guy Siner                         |
| Alemanys     | Capità Hans Geering                   | Sam Kelly                           | Sam Kelly                                | Sam Kelly               | Sam Kelly          |                         |                    | (a)Sam Kelly       |                                                   |                     |                                 |                                   |
| Alemanys     | Herr Otto Flick                       | Richard Gibson                      | Richard Gibson                           | Richard Gibson          | Richard Gibson     | Richard Gibson          | Richard Gibson     | Richard Gibson     | Richard Gibson                                    | David Janson        |                                 |                                   |
| Alemanys     | Herr Engelbert von Smallhausen        |                                     | John Louis Mansi                         | John Louis Mansi        | John Louis Mansi   | John Louis Mansi        | John Louis Mansi   | John Louis Mansi   | John Louis Mansi                                  | John Louis Mansi    |                                 |                                   |
| Alemanys     | Soldat Helga Geerhart                 | Kim Hartman                         | Kim Hartman                              | Kim Hartman             | Kim Hartman        | Kim Hartman             | Kim Hartman        | Kim Hartman        | Kim Hartman                                       | Kim Hartman         |                                 |                                   |
| Italià       | Capità Alberto Bertorelli             |                                     |                                          |                         | Gavin Richards     | Gavin Richards          | Gavin Richards     | Roger Kitter       |                                                   |                     |                                 |                                   |
| Britànics    | Oficial (Capità) Crabtree             |                                     | Arthur Bostrom                           | Arthur Bostrom          | Arthur Bostrom     | Arthur Bostrom          | Arthur Bostrom     | Arthur Bostrom     | Arthur Bostrom                                    | Arthur Bostrom      |                                 | Arthur Bostrom                    |
| Britànics    | Tinent de vol de la RAF Fairfax       | John D. Collins                     | John D. Collins                          | John D. Collins         | John D. Collins    | John D. Collins         | John D. Collins    | John D. Collins    |                                                   | (a)John D. Collins  |                                 | John D. Collins                   |
| Britànics    | Tinent de vol de la RAF Carstairs     | Nicholas Frankau                    | Nicholas Frankau                         | Nicholas Frankau        | Nicholas Frankau   | Nicholas Frankau        | Nicholas Frankau   | Nicholas Frankau   |                                                   | (a)Nicholas Frankau |                                 | Nicholas Frankau                  |